# Nicole Fritz

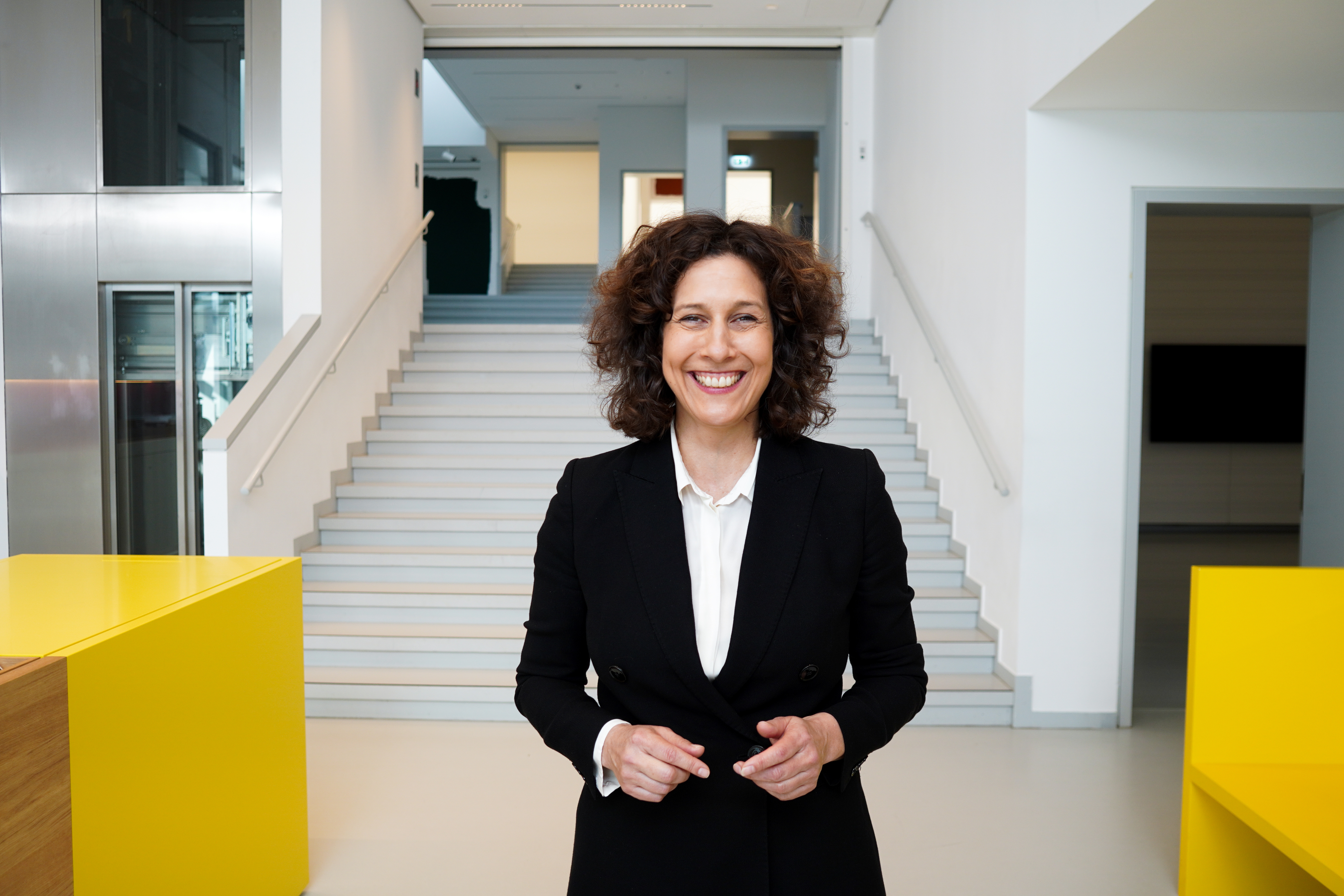
Nicole Fritz (2019)

Nicole Fritz (* 7. Juli 1969 in Ludwigsburg) ist eine deutsche Kunst- und Kulturwissenschaftlerin. Sie ist Direktorin der Tübinger Kunsthalle.

## Leben und Werk
Sie studierte an der Eberhard Karls Universität Tübingen Kunstgeschichte und Empirische Kulturwissenschaft. Nach einem Auslandsaufenthalt unter anderem in London bei Sotheby’s wurde sie 2002 zum Thema Bewohnte Mythen. Joseph Beuys und der Aberglaube promoviert.
Von 2002 bis 2004 war sie als wissenschaftliche Mitarbeiterin an der Staatlichen Kunsthalle Baden-Baden tätig und betreute dort beispielsweise Ausstellungen wie: Durchgehend geöffnet. Skulpturensommer in Baden-Baden; Stefan Ettlinger; Ha Kypopt! Russische Kunst heute; Georg Herold. 2005 war sie als Kunstkoordinatorin an der Akademie Schloss Solitude tätig. 2006 bis 2007 arbeitete sie als Projektkoordinatorin und Co-Kuratorin des Ausstellungsprojektes Kunst lebt! Die Welt mit anderen Augen sehen für das Ministerium für Wissenschaft, Forschung und Kunst Baden-Württemberg.
2007 war Fritz Co-Kuratorin der 10. Triennale Kleinplastik in Fellbach. Von 2008 bis 2011 war sie als freie Kuratorin für die Städtische Galerie Ravensburg tätig und kuratierte unter anderem die Ausstellungen Tom Wesselmann. Pictures on the Wall of Your Heart, Säen und Jäten. Volkskultur in der zeitgenössischen Kunst (Tourstationen: Städtische Galerie Wolfsburg; Städtische Galerie Bietigheim und das Cobra Museum in Amstelveen/NL), Christian Schad – Spiegel und Magie und Fantastisch! Junge Kunst aus Baden-Württemberg (für die Städtische Galerie Pforzheim). 2010–2011 war sie als Kuratorin an der Kunsthalle Krems tätig.
Im August 2011 wurde Nicole Fritz Leiterin des damals noch im Bau befindlichen Kunstmuseums Ravensburg, das am 8. März 2013 eröffnet wurde. Im Jahr 2015 wurde das Haus von der deutschen Sektion des Internationalen Kritikerverbandes (AICA) mit dem Preis Museum des Jahres 2015 ausgezeichnet.
Seit Januar 2018 leitet Fritz – in der Nachfolge von Holger Kube Ventura – als Direktorin die Tübinger Kunsthalle. Sie ist zugleich alleiniger Vorstand der Stiftung Kunsthalle Tübingen. Unter der Leitung von Nicole Fritz wurde die Kunsthalle Tübingen für den Preis der Commerzbank-Stiftung für institutionelle Kulturvermittlung „ZukunftsgutGut“ (2021) sowie für den European Museum of the Year Award „EMYA“ (2021) nominiert. 2022 erhielt die Kunsthalle den Hauptpreis des Lotto Museumspreises Baden-Württemberg für ihr herausragendes Museumskonzept mit langfristiger Wirkung und regionaler Verankerung.
Seit 2007 ist sie auch als Lehrbeauftragte tätig unter anderem an der Staatlichen Akademie der Bildenden Künste in Stuttgart und an dem Reinwardt Institut in Amsterdam (2011). Im Sommersemester 2025 hat sie eine Gastprofessur für Kunstgeschichte und Kunsttheorie inne.
Seit 2002 lebt sie mit dem Künstler Kristof Georgen zusammen. Im September 2024 heirateten die beiden.

## Ausstellungen (Auswahl)
- 2024: Gert & Uwe Tobias. Das Blaue vom Himmel, Kunsthalle Tübingen
- 2023: Daniel Richter, Kunsthalle Tübingen
- 2023: Sisters and Brothers. Geschwister in der Kunst, Kunsthalle Tübingen (in Kooperation mit Lentos Kunstmuseum Linz)
- 2022: Christian Jankowski. I was told to go with the flow, Kunsthalle Tübingen
- 2021: Marina Abramović. Jenes Selbst / Unser Selbst (in Kooperation mit Marina Abramović), Kunsthalle Tübingen
- 2021: Annett Zinsmeister, Kunsthalle Tübingen (Ausser Haus)
- 2021: Karin Sander, Kunsthalle Tübingen
- 2020: Supernatural. Skulpturale Visionen des Körperlichen (in Kooperation mit Maximilian Letze)
- 2020: Daniel Knorr. We make it happen, Kunsthalle Tübingen
- 2019: Max Pechstein. Tanz. (in Kooperation mit den Kunstsammlungen Zwickau)
- 2019: Bettina Pousttchi, Kunsthalle Tübingen (Außer Haus)
- 2019: Comeback. Kunsthistorische Renaissancen, Kunsthalle Tübingen
- 2018/19: Birgit Jürgenssen. Ich bin / I am (mit Natascha Burger), Kunsthalle Tübingen
- 2018: Almost Alive. Hyperrealistische Skulptur in der Kunst, (mit Otto Letze), Kunsthalle Tübingen
- 2018: Sexy and Cool. Minimal goes Emotional, Kunsthalle Tübingen
- 2018: Marcus Schwier, Kunstmuseum Ravensburg
- 2017: Karl Schmidt-Rottluff. Das Rauschen der Farben, Kunstmuseum Ravensburg
- 2017: We love Animals. 400 Jahre Tier und Mensch in der Kunst
- 2017: herman de vries
- 2016: Emil Nolde. Der Maler (in Kooperation mit dem Brücke-Museum und der Nolde Stiftung Seebüll), Kunstmuseum Ravensburg
- 2016: Guido Mangold. Die Welt mit meinen Augen, Kunstmuseum Ravensburg
- 2016: Katharina Hinsberg, Kunstmuseum Ravensburg
- 2015: Helga Griffiths. Mirror Moves, Kunstmuseum Ravensburg
- 2015: Max Pechstein. Körper, Farbe, Licht, Kunstmuseum Ravensburg
- 2015: Ich bin eine Pflanze. Naturprozesse in der Kunst, Kunstmuseum Ravensburg
- 2015: Lothar Fischer
- 2015: Simone Rueß. Kunstmuseum Ravensburg
- 2015: Otto Mueller. Gegenwelten, Kunstmuseum Ravensburg
- 2014: Das Handyfilmprojekt. Uta Weyrich und Eva Paulitsch
- 2014: Otto Mueller. Gegenwelten, Kunstmuseum Ravensburg
- 2014: Stephan Balkenhol, Kunstmuseum Ravensburg
- 2014: Egon Schiele. Der Anfang (mit Christian Bauer), Kunstmuseum Ravensburg
- 2013: Gert und Uwe Tobias, Kunstmuseum Ravensburg
- 2013: Appassionata. Die Sammlung Selinka im Dialog, Kunstmuseum Ravensburg
- 2013: Wynrich Zlomke, Kunstmuseum Ravensburg
- 2011: Magischer Abfall. Metamorphosen des Alltags in der Kunst, Forum Frohner der Kunsthalle Krems, Krems, Österreich,
- 2011: Ole Aselmann: „Berlin to Beijing“, Factory, Krems, Österreich
- 2011: Von Engeln und Bengeln. 400 Jahre Kinder im Porträt, Kunsthalle Krems, 2011 (mit Hans-Peter Wipplinger)
- 2011: Fremde Blicke. Reisende im Körper der Stadt, Kunstraum Stein der Kunsthalle Krems, Österreich
- 2011: Joseph Beuys. Energieplan, Museum Schloss Moyland (mit Jean-Christophe Ammann, Bettina Paust)
- 2011: Sowing and Weeding. Folk Culture and Contemporary Art, Cobra Museum, Amstelveen, Niederlande
- 2010: Fantastisch! Junge Kunst aus Baden-Württemberg, Pforzheim Galerie, Pforzheim
- 2010: Mariella Mosler, Städtische Galerie Ravensburg, Ravensburg,
- 2009: Säen und Jäten. Volkskultur in der zeitgenössischen Kunst, Tour: Städtische Galerie, Bietigheim-Bissingen 2010; Städtische Galerie Wolfsburg 2010; Städtische Galerie Ravensburg
- 2009: Christian Schad. Spiegel und Magie, Städtische Galerie Ravensburg
- 2008: Tom Wesselmann: Pictures on the wall of your heart, Städtische Galerie Ravensburg

## Gremienarbeit
- Seit 2020: Mitglied im Hochschulrat der Kunstakademie Stuttgart
- Seit 2017: Mitglied im Stiftungsrat Museum Brot und Kunst, Forum Welternährung, Ulm

## Auszeichnungen und Preise
- Unter der Leitung von Nicole Fritz wurde das Kunstmuseum Ravensburg, deren Gründungsdirektorin sie von 2011 bis Ende 2017 war, 2015 von der deutschen Sektion des Internationalen Kritikerverbandes (AICA) mit dem Preis Museum des Jahres ausgezeichnet.
- Mit der Kunsthalle Tübingen, der Nicole Fritz seit 2018 als Direktorin und Vorstand vorsteht, erhielt die Institution 2022 den Lotto-Museumspreis Baden-Württemberg. Die Museumspreis Jury lobte, „dass die Kunsthalle sich beispielhaft auf Formate und Themen konzentriere, die eine Auseinandersetzung mit gesellschaftlich relevanten Fragen fördern und Entwicklungsprozesse anstoße“.

## Schriften (Auswahl)
- (Hrsg.): Marina Abramović, Jenes Selbst / Unser Selbst. Verlag Walter und Franz König, 2021
- (Hrsg. in Kooperation mit Karin Sander): Karin Sander, Office Works. Verlag Walter und Franz König, 2021.
- (Hrsg.): Comeback, Kunsthistorische Renaissancen. Kerber Verlag, 2019
- (Hrsg. mit Natascha Burger): Birgit Jürgenssen. Ich bin. Prestel, 2018.
- (Hrsg.): Sexy and Cool. Minimal goes Emotional. Kerber-Verlag, 2018.
- (Hrsg.): we love animals. 100 Jahre Tier und Mensch in der Kunst Kerber-Verlag 2017
- Eine Wurzel in der Volkskunst – Zur Rolle des Aberglaubens im Werk von Joseph Beuys. In: Joseph Beuys. Energieplan. Kat. Museum Schloss Moyland, 2010.
- mit Isabel Greschat, Matthias Winzen (Hrsg.), Stephan Balkenhol (Ill.): Durchgehend geöffnet. Skulpturensommer in Baden-Baden. DuMont-Literatur-und-Kunst-Verlag, Köln 2003, ISBN 3-8321-7354-4.
- Bewohnte Mythen. Joseph Beuys und der Aberglaube. Institut für moderne Kunst, Nürnberg 2007, ISBN 978-3-939738-07-7 (zugleich Dissertation 2002).
- mit Franz Schwarzbauer: Tom Wesselmann. Pictures on the Wall of Your Heart. Ausstellungskatalog. Städtische Galerie Ravensburg. Snoeck Verlag, Köln 2008, ISBN 978-3-936859-42-3.
- Säen und Jäten. Volkskultur in der zeitgenössischen Kunst. Ausstellungskatalog. Städtische Galerie Ravensburg, Snoeck Verlag, Köln 2009, ISBN 978-3-940953-13-1.
- (Hrsg.): Appassionata. Die Sammlung Selinka im Dialog. Kunstmuseum Ravensburg. Verlag für moderne Kunst, Nürnberg 2013, ISBN 978-3-86984-339-1.
- Gert und Uwe Tobias. Ausstellungskatalog. Kerber Verlag, Bielefeld 2013, ISBN 978-3-86678-833-6.
- Stephan Balkenhol Ausstellungskatalog. Kerber Verlag, Bielefeld 2014, ISBN 978-3-86678-933-3.
- (Hrsg.), Tanja Pirsig-Marshall, Uwe Schögl (Text): Otto Mueller. Gegenwelten. Sinti und Roma in der historischen Fotografie. Kehrer, Heidelberg 2014, ISBN 978-3-86828-571-0.
- Ich bin eine Pflanze. Naturprozesse in der Kunst. Kerber, Bielefeld 2015, ISBN 978-3-7356-0104-9.
- „Blumen möchte ich sprechen…“. Zum Motiv der Sonnenblume im Werk von Egon Schiele. In: Christian Bauer (Hrsg.): Egon Schiele: Fast ein ganzes Leben. Hirmer, München 2015, ISBN 978-3-7774-2406-4.
- (Hrsg.): Max Pechstein. Körper. Farbe. Licht. Wienand Verlag, Köln 2015, ISBN 978-3-86832-300-9.